# Mistichthys luzonensis
Mistichthys luzonensis és una espècie de peix de la família dels gòbids i de l'ordre dels perciformes.

## Morfologia
- Els mascles poden assolir 2,5 cm de longitud total.[6][7]

## Depredadors
És depredat per Channa striata, Oreochromis mossambicus, Oreochromis niloticus niloticus, Clarias macrocephalus i Hemiramphus cotnog.

## Hàbitat
És un peix de clima tropical i demersal que viu entre 0-12 m de fondària.

## Distribució geogràfica
Es troba a les Filipines.

## Estat de conservació
Es troba amenaçat d'extinció a causa de la sobrepesca i la introducció d'espècies exòtiques.

## Observacions
És inofensiu per als humans i és present al Llibre Guinness de Rècords com al peix més petit destinat al consum humà.